# شمس الدين الداودي المقدسي
شمس الدين محمد بن محمد بن محمد الداودي المقدسي (1535 - 10 مارس 1598) (942 - 3 شعبان 1006) عالم مسلم ومدرس ديني وشاعر عربي شامي من أهل القرن العاشر الهجري/السادس عشر الميلادي. ولد في القدس ونشأ بها. ثم رحل إلى القاهرة وأخذ عن الناصر الطبلاوي والخطيب الشربيني وشمس الدين الرملي وغيرهم من علماء مصر. سكن بعده في دمشق وتزوج بها وأخذ أبو البركات الغزي. وقد برز في الفقه الشافعي وفي المعاني والبيان، وسائر علوم العربية ودرايةٌ الحديث. وجهت إليه المدرسة العزيزية وولي إفتاء الشافعية بدمشق، ولازم الفتوى والوعظ والحديث في بعض مساجدها. توفي في دمشق ودفن بتربة باب الصغير. له أشعار وينسب إليه مرشدة الأخيار إلى الذي ما صح من أخبار. وكتب بيده ارجوزة الوسائل لمعرفة الاوائل (الموجودة في مكتبة الشيخ مهني الباروني).

## سيرته
هو محمد بن محمد صلاح الدين بن محمد بن أحمد بن إسماعيل ابن داود، الشهير بالداودي المقدسي الشافعي، نزيل دمشق، الشيخ الإمام الحافظ، شمس الدين.

ولد سنة 942 هـ في القدس بإيالة دمشق العثمانية ونشأ بها. قرأ على محمد بن أبي اللطف المقدسي، ثم رحل إلى مصر وأخذ عن النجم الغيطي والناصر الطبلاوي ويوسف بن شيخ الإسلام القاضي زكريا، والخطيب الشربيني وشمس الدين الرملي.

ثم ذهب إلى دمشق وأخذ عن البدر الغزي وأعاد للشيخ إسماعيل النابلسي بالشامية، وأخذ عنه العلوم العقلية والنقلية، وكان له مشاركةٌ جيدةٌ في الفقه وفي المعاني والبيان، وسائر علوم العربية، واستحضار جيد للشواهد والأمثال ودرايةٌ الحديث.

لما دخل دمشق في سنة 980 هـ، أقام بها ثم رحل إلى الروم في منتصف ربيع الأول سنة 986 هـ ووجهت إليه المدرسة العزيزية ثم تزوج بدمشق، وسكن بتربة كيكندي، قريبًا من المدرسة النورية، ثم ولي مشيخة الحافظية، خارج دمشق، وكان يقرئ بعد البدر الغزي، في الحديث وغيره بالجامع الأموي. وقرأ صحيح البخاري بجامع الأموي، تحت قبة النسر، إلى أن وصل إلى باب: كان النبي إذا صلى، لا يكف شعرًا ولا ثوبًا. ودرّس بعده الشمس الميداني، من ذلك الباب إلى «مناقب عمار بن ياسر»، ودرس بعده النجم، إلى أن أكمله في ثلاث سنوات، ثم افتتحه وختمه، وأعاد قراءته، إلى أن وصل إلى باب «البكاء على الميت» وتوفي.

وكان يعظ الناس في يوم الأحد والخمسين، وولي إفتاء الشافعية بدمشق، ولازم الفتوى والوعظ والحديث، وحصل كتبًا كثيرة نفيسة، وولي آخر الأمر تدريس الأتابكية بالصالحية، وله أشعار.

## وفاته
ومات بعلة الاستسقاء يوم الأربعاء ثالث شعبان سنة 1006 هـ/ 10 مارس 1598 م في دمشق وصلى عليه بالجامع الأموي إمامًا بالناس محمد حجازي وحضر جنازته قاضي دمشق في جملة من العلماء، وكانت حافلةٌ ودفن بتربة باب الصغير.

## من شعره
منه قوله:
وقوله مقيدًا لأسماء من حفظ القرآن على عهد النبي محمد:

## مؤلفاته
ينسب إليه مرشدة الأخيار إلى الذي ما صح من أخبار ، مخطوطة.